# Scuderia Cameron Glickenhaus
La Scuderia Cameron Glickenhaus, comunemente nota anche come Glickenhaus Racing o SCG, è un'azienda automobilistica statunitense con sede a Sleepy Hollow, New York. Fondata nel 2004 da James Glickenhaus, la società si dedica allo sviluppo e alla produzione di auto ad alte prestazioni. Dal 2021 il marchio è entrato nel Campionato del mondo endurance con il modello 007 LMH.

## Storia
La scuderia Cameron Glickenhaus è un'azienda fondata da Glickenhaus con l'obbiettivo di introdurre la sua passione e le sue idee nel mondo delle gare di durata. In particolar modo l'obbiettivo è quello di realizzare una vettura GT che riduca il divario tra Gran Turismo e Prototipi e scegliendo come gara la ADAC 24 Ore del Nürburgring. Per fare questo il team, nel 2015, ha corso inizialmente con una Ferrari P4/5 Competizione, successivamente è stata messa in pista la SCG 003C da cui dovrebbe derivare la versione stradale SCG 003S, successivamente venne realizzato un suv da rally raid SCG Boot per il Baja 1000, la SCG004 per disputare la 24 Ore del Nürburgring nel 2020.

### Campionato del Mondo Endurance
Nel 2021 viene presentata la Glickenhaus 007 LMH una vettura da competizione che segue i nuovi regolamenti della Le Mans Hypercar. Con la 007 LMH il team esordisce nel Campionato del Mondo Endurance durante la 8 Ore di Portimão del 2021 e corre altre due gare.
Nel 2022 il team si iscrive al WEC con l'impegno di disputare l'intero campionato, ottiene un piazzamento sul podio nella 24 Ore di Le Mans grazie a un terzo posto dietro le due Toyota GR010 Hybrid. Il team non raggiunge l'obiettivo prestabilito, per colpa di problemi economici non partecipa alla 6 Ore del Fuji e l'8 Ore del Bahrain, ultimi due round della stagione.
Per la stagione successiva viene confermata la presenza nel campionato, il team porterà una sola vettura per l'intera stagione con la possibilità di portare una seconda 007 alla 24 Ore di Le Mans.

## Risultati nel WEC
| Anno | Classe   | Piloti            | #   | 1   | 2   | 3   | 4   | 5   | 6   |     | Punti | Pos |
| ---- | -------- | ----------------- | --- | --- | --- | --- | --- | --- | --- | --- | ----- | --- |
| 2021 | Hypercar |                   |     | SPA | POR | MON | LMN | BHR | BHR |     | 37    | 3°  |
| 2021 | Hypercar | Gustavo Menezes   | 708 |     |     | Rit |     |     |     |     | 37    | 3°  |
| 2021 | Hypercar | Olivier Pla       | 708 |     |     | Rit | 4   |     |     |     | 37    | 3°  |
| 2021 | Hypercar | Pipo Derani       | 708 |     |     | Rit | 4   |     |     |     | 37    | 3°  |
| 2021 | Hypercar | Franck Mailleux   | 708 |     |     |     | 4   |     |     |     | 37    | 3°  |
| 2021 | Hypercar | Franck Mailleux   | 709 |     |     | 4   |     |     |     |     | 37    | 3°  |
| 2021 | Hypercar | Richard Westbrook | 709 |     | 29  | 4   | 5   |     |     |     | 37    | 3°  |
| 2021 | Hypercar | Romain Dumas      | 709 |     | 29  | 4   | 5   |     |     |     | 37    | 3°  |
| 2021 | Hypercar | Ryan Briscoe      | 709 |     | 29  |     | 5   |     |     |     | 37    | 3°  |
| 2022 | Hypercar |                   |     | SEB | SPA | LMN | MON | FUJ | BHR |     | 70    | 3°  |
| 2022 | Hypercar | Olivier Pla       | 708 | 3   | 9   | 4   | Rit |     |     |     | 70    | 3°  |
| 2022 | Hypercar | Romain Dumas      | 708 | 3   | 9   | 4   | Rit |     |     |     | 70    | 3°  |
| 2022 | Hypercar | Pipo Derani       | 708 |     | 9   | 4   | Rit |     |     |     | 70    | 3°  |
| 2022 | Hypercar | Ryan Briscoe      | 708 | 3   |     |     |     |     |     |     | 70    | 3°  |
| 2022 | Hypercar | Ryan Briscoe      | 709 |     |     | 3   |     |     |     |     | 70    | 3°  |
| 2022 | Hypercar | Franck Mailleux   | 709 |     |     | 3   |     |     |     |     | 70    | 3°  |
| 2022 | Hypercar | Richard Westbrook | 709 |     |     | 3   |     |     |     |     | 70    | 3°  |
| 2023 | Hypercar |                   |     | SEB | POR | SPA | LMS | MNZ | FUJ | BHR | 36    | 6°  |
| 2023 | Hypercar | Romain Dumas      | 708 | Rit | 8   | 8   | 5   | 8   |     |     | 36    | 6°  |
| 2023 | Hypercar | Olivier Pla       | 708 | Rit | 8   | 8   | 5   | 8   |     |     | 36    | 6°  |
| 2023 | Hypercar | Ryan Briscoe      | 708 | Rit | 8   |     | 8   |     |     |     | 36    | 6°  |
| 2023 | Hypercar | Franck Mailleux   | 708 |     |     | 8   |     |     |     |     | 36    | 6°  |
| 2023 | Hypercar | Nathanaël Berthon | 708 |     |     |     |     | 8   |     |     | 36    | 6°  |